# Silvia Koller
Pour les articles homonymes, voir Koller.
Silvia Koller (née le 26 août 1898 à Nuremberg, morte le 23 septembre 1963 à Oberwaltersdorf) est une peintre autrichienne.

## Biographie
Silvia Koller est la fille de la peintre autrichienne Broncia Koller-Pinell et de son mari, l'industriel Hugo Koller. Son père travaille à l'époque dans un poste de direction pour Schuckertwerke. Le couple a également un fils, le futur chef d'orchestre Rupert Koller (1896-1976 ; brièvement marié à Anna Mahler).
En 1903, la famille s'installe à Vienne et l'année suivante à Oberwaltersdorf en Basse-Autriche, où se trouve un domaine laissé par son grand-père maternel. La maison Koller est un lieu de rencontre pour les artistes visuels, les musiciens et les écrivains. Koloman Moser, initialement embauché par Broncia Koller-Pinell pour des tâches de conception sur le domaine, devient un ami de la famille et un mentor pour Silvia Koller.
Après avoir suivi un cours de jeunesse auprès de Franz Cižek, Silvia Koller étudie à l'École des arts appliqués de Vienne de 1914 à 1918. Ses professeurs sont Koloman Moser, Adolf Michael Boehm et Rudolf von Larisch. De retour à Oberwaltersdorf, elle suit des cours de dessin auprès d'Egon Schiele, alors en vacances avec sa femme (et décédé à Vienne la même année). Koller décrit cette expérience dans un journal qui deviendra plus tard important pour les recherches sur Egon Schiele. De 1921 à 1923, elle étudie aux écoles unies des arts appliqués et des beaux-arts à Berlin auprès de Karl Hofer, qui est également un invité fréquent à Oberwaltersdorf. En 1924, elle se rend à Genève, où elle se forme auprès d'Alexandre Blanchet, puis à Paris.
Après ses études, Koller travaille comme artiste à Vienne. Elle est membre du Kunstschau, mais pas de la Wiener Frauenkunst, dont elle participe aux expositions à partir de 1927. En 1925, elle participe à l'exposition de l'Association des artistes autrichiens au Künstlerhaus de Vienne.
Sa mère étant issue d'une famille juive, il est probable que Silvia Koller n'ait plus été autorisée à travailler comme artiste après l'Anschluss. En 1937, elle retourne à Oberwaltersdorf et prend soin de son père veuf et malade. Elle n'est plus active en tant qu'artiste jusqu'à ce qu'elle commence à suivre des cours à l'école d'été de Salzbourg dirigée par Oskar Kokoschka en 1953. Des œuvres d'elle de cette époque peuvent être retrouvées.
Après son enfance, Silvia Koller reste en lien avec sa mère, avec qui elle correspond sur des questions artistiques. Dans l'entre-deux-guerres, elle est son contact artistique le plus important. En 1961, elle organise la première exposition posthume de l'œuvre de Broncia Koller-Pinell.
Silvia Koller est modèle pour sa mère à plusieurs reprises (notamment en 1903, 1907, 1914), mais aussi pour Egon Schiele (1918), Anton Faistauer, Felix Albrecht Harta (1956) et Florian Jakowitsch (daté de 1966).

## Œuvre
Silvia Koller peint principalement des paysages, des vedutes, des portraits, des natures mortes et des représentations animalières. En tant qu'élève de Karl Hofer, son travail est fortement influencé par le style de la Nouvelle objectivité. Elle représente des femmes de la société viennoise et leurs enfants, représentant des modèles souvent distants, réalistes et sans fioritures.